# Монро (окръг, Джорджия)
Вижте пояснителната страница за други значения на Монро.
Окръг Монро (на английски: Monroe County) е окръг в щата Джорджия, Съединени американски щати. Площта му е 1031 km², а населението - 25 145 души. Административен център е град Форсайт.